# Hugues Destrem
Hugues Destrem, né le 8 février 1754 à Fanjeaux, mort le 20 juillet 1804 à Gustavia (Saint-Barthélemy), est un révolutionnaire et un homme politique français.

## Biographie
Fils de Louis Destrem, marchand, et de sa Marie Holier, il se marie à dix-sept ans avec Anne Albarel et devient négociant à Fanjeaux. Au début de la Révolution, il est élu maire de Fanjeaux puis député de l'Aude à l'Assemblée législative, le 3e sur 8 avec 139 voix sur 252 votants, le 1er septembre 1791. Siégeant parmi les modérés, il s'intéresse essentiellement aux questions commerciales. Le 18 mai 1791, il prononce, au nom du comité de commerce, un rapport sur l'organisation d'un bureau de douane à la foire de Beaucaire, dont la création éviterait d'avoir à se rendre à Fourques ou à Arles. Le 13 mai 1792, il s'oppose énergiquement aux arrêts interdisant l'exportation des bestiaux à l'étranger, les faisant annuler. Le 7 juin suivant, il fait adopter, au nom des comités de l'extraordinaire des finances et du commerce, un décret d'urgence permettant le versement des sommes nécessaires à l'achat de grains par le département de l'Aisne, dans les districts ne souffrant pas de la disette comme à l'étranger.
Après la chute de la royauté et la fin de la session, il est nommé commissaire du gouvernement près l'administration municipale de Toulouse.
Le 25 germinal an VI (14 avril 1798), il est élu député de la Haute-Garonne au Conseil des Cinq-Cents avec 276 voix sur 295 votants. Élu secrétaire de l'assemblée le 1er nivôse avec Quirot, Joubert et Rollin, il s'occupe des questions de finances et d'administration. Au mois d'août 1799, il communique les détails de l'insurrection royaliste éclatée dans les environs de Toulouse.
Hostile au coup d'État du 18 brumaire, il demande des explications sur la convocation extraordinaire du Conseil au château de Saint-Cloud et la permanence lors de séance mouvementée du 19. Quand le général Bonaparte fait son entrée dans la salle, il lève le poing dans sa direction et lui lance : « Voilà donc pourquoi vous avez remporté tant de victoires? » Après l'exfiltration du général, il appuie la motion de Talot. Toutefois, les soldats font leur entrée dans la salle et en chassent les députés.
Proscrit le lendemain, sa peine est commuée par le gouvernement en surveillance à domicile. Retiré à Fanjeaux, il est compris sur la liste des Jacobins proscrits après l'attentat de la rue Saint-Nicaise et conduit à l'île d'Oléron. Au bout de trois ans d'internement, il est embarqué en direction de la Guyane. Son fils demande sa grâce auprès de l'Empereur, qui la lui accorde. Entretemps, cependant, il s'évade de Cayenne à bord d'un navire américain avec un autre déporté de nivôse, Étienne Michel. Après une escale à la Barbade, il débarque le 10 juillet 1804 à Gustavia, capitale de l'île de Saint-Barthélemy, où il est atteint de fièvre jaune et meurt, à l'âge de 50 ans.

## Hommages, postérité
François Gonord a réalisé une eau-forte de « Destrem de la Haute-Garonne » en 1799.
En 1908, un buste en bronze du député est réalisé par le sculpteur Frédéric Brou pour la commune de Fanjeaux. Il est déboulonné, sous le régime de Vichy dans le cadre de la mobilisation des métaux non ferreux et expédié en Allemagne, où il est fondu.

## Sources
1. ↑  Rémy Cazals, Les Audois et l'événement révolutionnaire, Carcassonne, Association des amis des archives de l'Aude, 1988, 36 p. (ISBN 2-906442-04-6), p. 13,34

- « Hugues Destrem », dans Adolphe Robert et Gaston Cougny, Dictionnaire des parlementaires français, Edgar Bourloton, 1889-1891 [détail de l’édition], tome 2, p. 371-372
- « Notes de lecture », Généalogie et Histoire de la Caraïbe, no 62, juillet-août 1994, p. 1097
- Amédée Gabourd, Histoire de la Révolution et de l'Empire : Consulat, Paris, Victor Lecoffre, 1863, tome 1, p. 411-412